# Laura, un gran amor
Laura, un gran amor es una película religiosa italiana y de corte biográfico estrenada en 1988, que narra la vida de la beata chilena Laura Vicuña (encarnada por la actriz Alicia Pérez), desde su infancia hasta sus últimos días, cuando murió en Junín de los Andes en 1904, en la hacienda del gaucho Manuel Mora (encarnado por Miguel Ángel Maciel).

## Elenco
- Marikena Riera, como la hermana de Laura Vicuña.
- Beatrice Della Croce, como Mercedes Pino, madre de la beata.